# Rio Mau Futebol Clube
O Rio Mau Futebol Clube é um clube de futebol português com sede na freguesia de Rio Mau, concelho de Penafiel, distrito do Porto. O clube foi fundado em 22 de Outubro de 1970. Os seus encontros caseiros têm lugar no Campo da Baralha. 
O clube militou na época 2006/07 nos campeonatos distritais, mais concretamente na 2ª Divisão (Série 02) da Associação de Futebol do Porto. Na época 2007/08, devido a uma crise directiva associada a problemas financeiros, não disputou qualquer campeonato oficial, tomando no entanto parte nos campeonatos amadores concelhios de Penafiel (Campeonatos LABMED) no escalão de seniores. Terminou o campeonato na 4ª posição após várias jornadas em 1º lugar, tendo perdido o 2º lugar no último jogo e o 3º na secretaria.
Na época 2008/09 disputou a 2ª divisão, série 2 dos campeonatos oficiais da AF Porto, tendo terminado em 2º lugar. Por falta de corpos diretivos, o clube voltou a parar no final desta época.
Voltou-se a federar em 2021 e atualmente disputa a 1ª divisão da AF Porto.